# UWE-1
UWE-1 (Universität Würzburg Experimentalsatellit) ist ein Pico-Amateurfunksatellit, der, mit Hilfe der Fakultät für Informatik und Mathematik, von Studenten der Universität Würzburg gebaut wurde.

## Daten
UWE-1 ist einer von drei Studentensatelliten, die von dem SSETI Express der Europäischen Weltraumorganisation ESA ins Weltall geschossen wurden. Am 27. Oktober 2005 wurde er in eine 690 km hohe Umlaufbahn gebracht. Dort sollte er etwa drei bis fünf Jahre verbleiben, bis er von UWE-2 abgelöst wurde. Der würfelförmige Satellit ist etwa 1 kg schwer und hat eine Kantenlänge von 10 cm und entspricht damit dem Cubesat-Standard.
Down-/Uplink-Frequenz war 437,505 MHz, Modulation war 9600 Baud AFSK. Das Amateurfunkrufzeichen von UWE-1 war DPØUWE. Der letzte Kontakt zum Satelliten erfolgte am 17. November 2005. Ein baugleiches UWE-Testmodell wurde dem Deutschen Museum in München zur Verfügung gestellt, wo es zusammen mit einem Testmodell des Nachfolgers UWE-3 in der Raumfahrt-Abteilung ausgestellt wird.

## Funktion
Aufgabe von UWE-1 war es primär, Telekommunikationsexperimente durchzuführen. Dabei ging es unter anderem um die Datenübertragung im Internet unter Weltraumbedingungen: Es galt, die gängigen Internet-Protokolle an die erschwerten Bedingungen im Weltraum anzupassen – auf der Erde funktioniert der Transport von Daten im Web sehr zuverlässig, im All jedoch können verstärkt Verzögerungen und Störungen auftreten. Weiterhin diente UWE-1 auch als Testlabor für hocheffiziente Solarzellen, deren Leistungsfähigkeit und Haltbarkeit untersucht werden sollte.